# Chiesa di San Pietro Apostolo (Moscazzano)
La chiesa di San Pietro Apostolo è la parrocchiale di Moscazzano, in provincia di Cremona e diocesi di Crema; fa parte della zona pastorale sud.

## Storia
La prima citazione di un oratorio a Moscazzano risale al 1035; nel 1385 esso è attestato come filiale della pieve di Ripalta Arpina.
La chiesa fu visitata nel 1520 dal vescovo di Cremona Gerolamo Trevisan; nel 1578 il vescovo Niccolò Sfondrati trovò che in essa aveva sede la confraternita del Santissimo Sacramento.
Nel 1580, con l'istituzione della diocesi di Crema, decretata da papa Gregorio XIII l'11 aprile di quell'anno, la chiesa entrò a farne parte; tre anni dopo la parrocchia, inclusa nel vicariato di Ripalta, ricevette la visita del vescovo di Bergamo Gerolamo Ragazzoni.
Il vescovo Gian Giacomo Diedo, durante la sua visita del 1611, annotò che la chiesa faceva parte del vicariato di Montodine; grazie allo Status animarum diocesi di Crema del 1752 si conosce che all'epoca il numero dei fedeli era pari a 671.
Nel 1797 fu posta la prima pietra della nuova parrocchiale; l'edificio venne portato a compimento quattro anni dopo e consacrato il 27 settembre 1818 dal vescovo Tommaso Ronna.
Il campanile, disegnato dall'architetto Marazzi, fu eretto nel 1927 dal capomastro Massimo Girbafranti; si scelse uno stile che ricordasse le torri campanarie dell'Alto Adige, visto che le maestranze che presero parte ai lavori avevano combattuto nella prima guerra mondiale.
Il 25 gennaio 1970, con la riorganizzazione territoriale della diocesi, la parrocchiale entrò a far parte della neo-costituita zona pastorale sud; la chiesa, adeguata nel 1980 alle norme postconciliari, fu poi restaurata tra il 2019 e il 2021.

## Descrizione

### Facciata
La facciata a salienti della chiesa, che guarda a settentrione, è suddivisa da una cornice marcapiano in due registri, entrambi scanditi da paraste; quello inferiore, più largo, presenta al centro il portale d'ingresso timpanato, mentre quello superiore è caratterizzato da una finestra e formato dal frontone triangolare.
Ammesso alla parrocchiale è il campanile a pianta quadrata, la cui cella presenta su ogni lato una monofora ed è coronata dalla cupola a cipolla poggiante sul tamburo a base ottagonale.

### Interno
L'interno dell'edificio si compone di un'unica navata voltata a crociera, sulla quale si affacciano le cappelle laterali, coperte da voltate a botte, e le cui pareti sono scandite da lesene sorreggenti la trabeazione; al termine dell'aula si sviluppa il presbiterio, rialzato di alcuni gradini e chiuso dall'abside semicircolare.
Qui sono conservate diverse opere di pregio, tra le quali quattro pale raffiguranti rispettivamente Santa Lucia, Sant'Eurosia, San Luigi Gonzaga e Sant'Antonio da Padova, eseguite da Mauro Picenardi, cinque tele attribuite a Giovanni Brunelli e gli affreschi dipinti da Angelo Bacchetta.